# Peggy O'Neill
Peggy O'Neill (San Francisco, California, Estados Unidos; 8 de abril de 1924 - Beverly Hills, Los Ángeles, California; 12 de abril de 1945) fue una actriz de cine estadounidense.

## Carrera
Hija de un cajero de banco, de ascendencia francesa / italiana, nació bajo el verdadero nombre de Barbara Jeanne O'Neill en San Francisco (California). Cuando tenía dieciocho años ganó un concurso de belleza y se mudó a Hollywood. Conoció al productor Charles Rogers, quien la ayudó a hacerse una prueba de pantalla. Recibió un papel protagónico en la comedia Song Of The Open Road de 1944. La columnista Louella Parsons la llamó "la Cenicienta más nueva de Hollywood". Durante el verano de 1944, Peggy realizó una gira de venta de bonos en Texas con Adele Mera y Gale Storm. Estrella de curvilínea figura que se mostró muy prometedora interpretando a tipos de bailarinas y modelos en tres películas, Song of the Open Road (1944), , It's A Pleasure y The Hoodlum Saint.
En 1943, junto con la actriz Pat Parrish, modeló dos trajes sin tirantes de lunares con lunares que ellas diseñaron.
Peggy se casó impulsivamente con Lloyd Miner, un oficial del Ejército, el 16 de enero de 1945. Se separaron poco después de la boda y Peggy se mudó con su madre. En la primavera de 1945, se le ofreció un contrato a largo plazo con Paramount. Comenzó un romance serio con el guionista Albert Mannheimer. El 12 de abril de 1945, Peggy tuvo una discusión con Albert. Esa noche ella se suicidó tomando una sobredosis de pastillas para dormir. Solo tenía veintiún años. Fue enterrada en el cementerio Calvary en Los Ángeles.

## Filmografía
- 1946: The Hoodlum Saint
- 1945: You Came Along
- 1945: Penthouse Rhythm.
- 1945: It's a Pleasure.
- 1944: Song of the Open Road.
- 1941: All-American Co-Ed.